# Cerkiew śś. Apostołów Piotra i Pawła w Rasie
Cerkiew śś. Apostołów Piotra i Pawła w Rasie (serb. Crkva Svetih apostola Petra i Pavla) – najstarsza zachowana cerkiew w Serbii, pochodząca z około IX wieku, położona w Starim Rasie, wpisana na listę światowego dziedzictwa UNESCO. 

## Historia
Pod fundamentami cerkwi odkryto kurhan z pochówkiem pochodzącym z epoki brązu, a także pochówek lokalnego arystokraty z VI wieku n.e. i baptysterium z VI wieku. Przy cerkwi działał najstarszy serbski monaster, założony w IX wieku, a zachowana świątynia jest najstarsza na terenie dzisiejszej Serbii i Bałkanów, pochodzi z VIII, IX lub X wieku, prawdopodobnie przed przejściem Serbów na chrześcijaństwo. część prezbiterium pochodzi z XII wieku. Jej powstanie przypisywano uczniowi św. Pawła – Tytusowi. Świątynia była kościołem biskupów serbskich i siedzibą arcybiskupstwa, ochrzczono w nim żupana Stefana Nemanię. W kościele odbyły się dwa synody w XII wieku, na pierwszym postanowiono wygnać bogomiłów. Renowacja świątyni została przeprowadzona w 1718 roku. Była ona wykorzystywany jako turecki magazyn wojskowy. Odrestaurowano ją po II wojnie światowej.
Na początku XIV wieku król Stefan Urosz II Milutin podarował kościołowi staurotekę, obecnie jest ona przechowywana w klasztorze św. Dominika w Dubrowniku.
Kościół wraz z kompleksem średniowiecznego Rasu został wpisany na listę światowego dziedzictwa UNESCO w 1979 roku.

## Architektura
Kościół znajduje się 2 km na północ od miasta Novi Pazar. Świątynia została wzniesiona na planie czwórliścia z kamienia w stylu protoromańskim, charakterystycznym dla rejonu leżącego nad wschodnim Adriatykiem. 
Od wschodniej strony do kościoła przylega rotunda z półokrągłą absydą. Ściany rotundy kościoła są pokryte malowidłami z różnych okresów: IX, X, XII i XIII wieku. Jeden z męczenników jest przedstawiony jako postać o zdecydowanym spojrzeniu.
Świątynię otacza cmentarz z nagrobkami pochodzącymi z XVIII–XIX wieku. Większość nagrobków jest w kształcie krzyża, zdarzają się także nagrobki w kształcie konturów ludzkiej głowy.

## Galeria

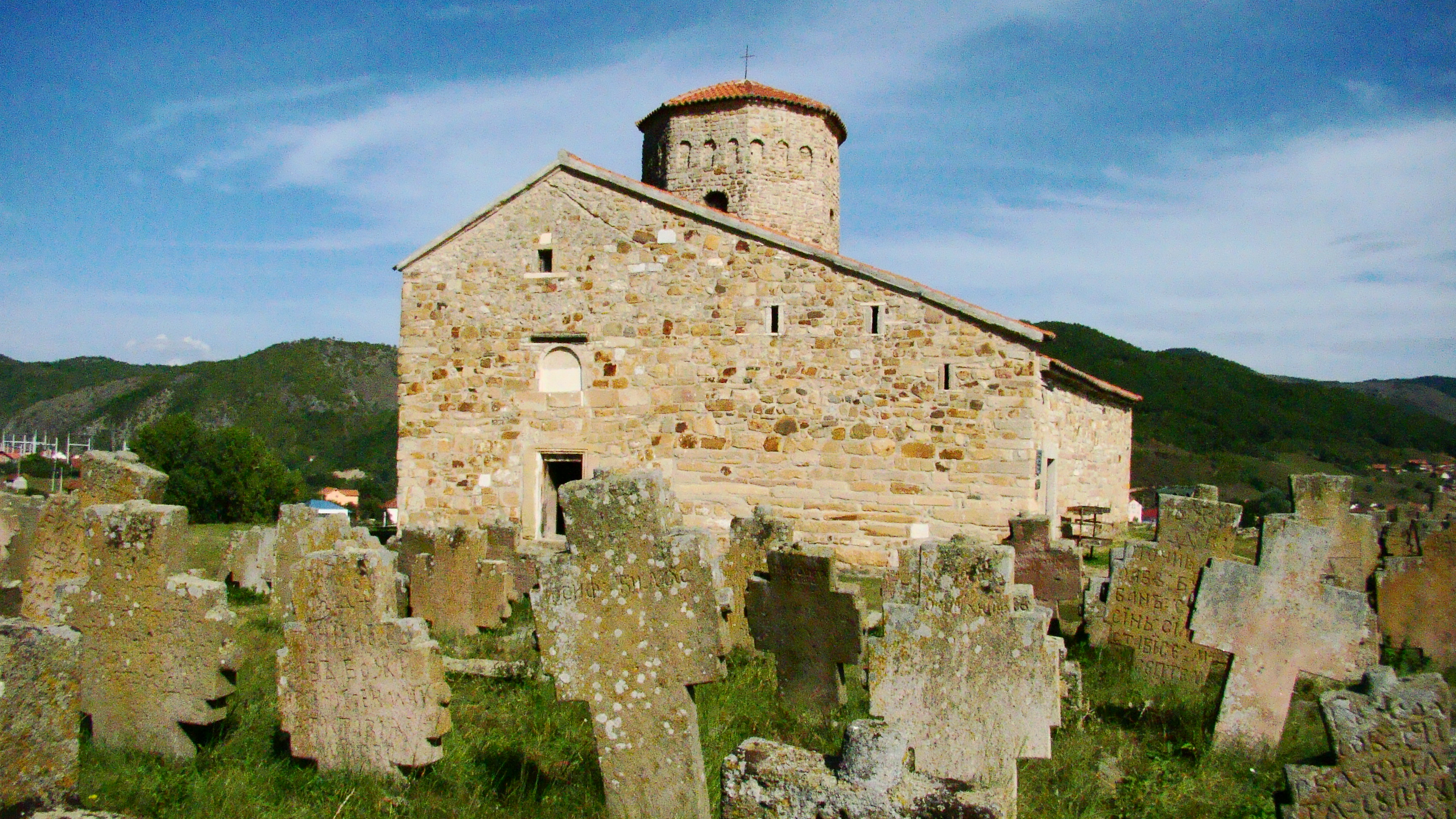
Kościół i nagrobki (2010)
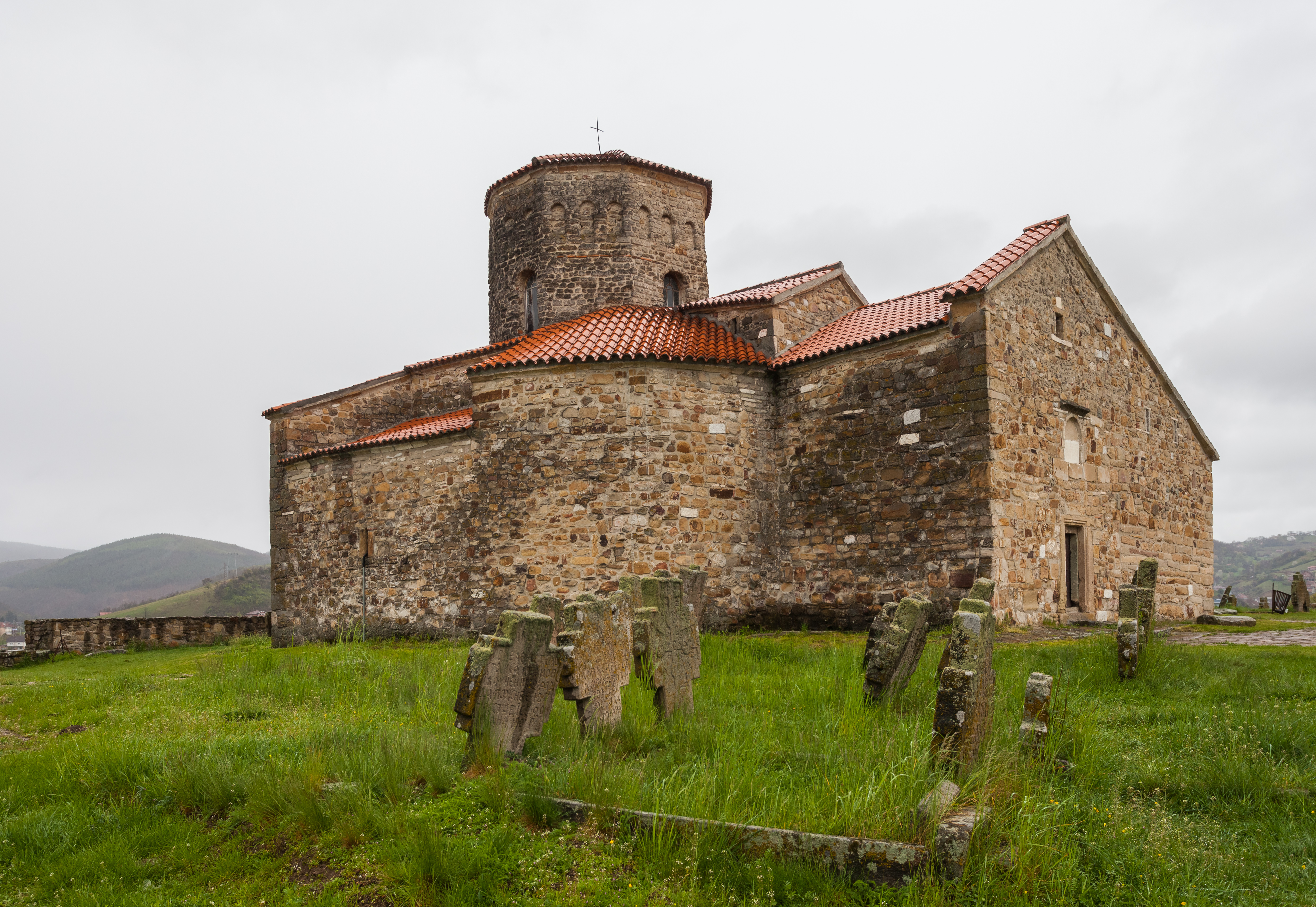
Kościół i nagrobki (2014)
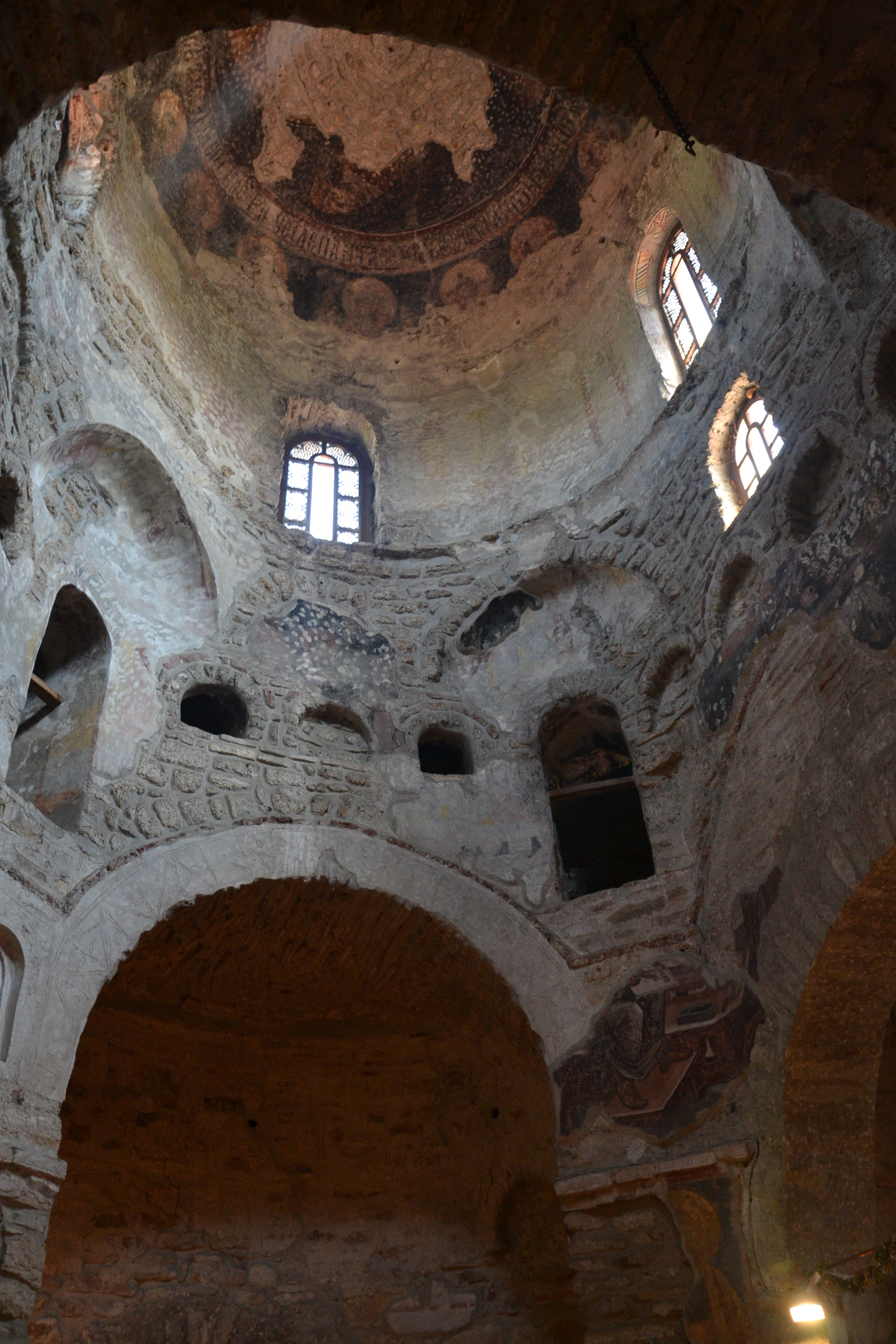
Wnętrze (2014)
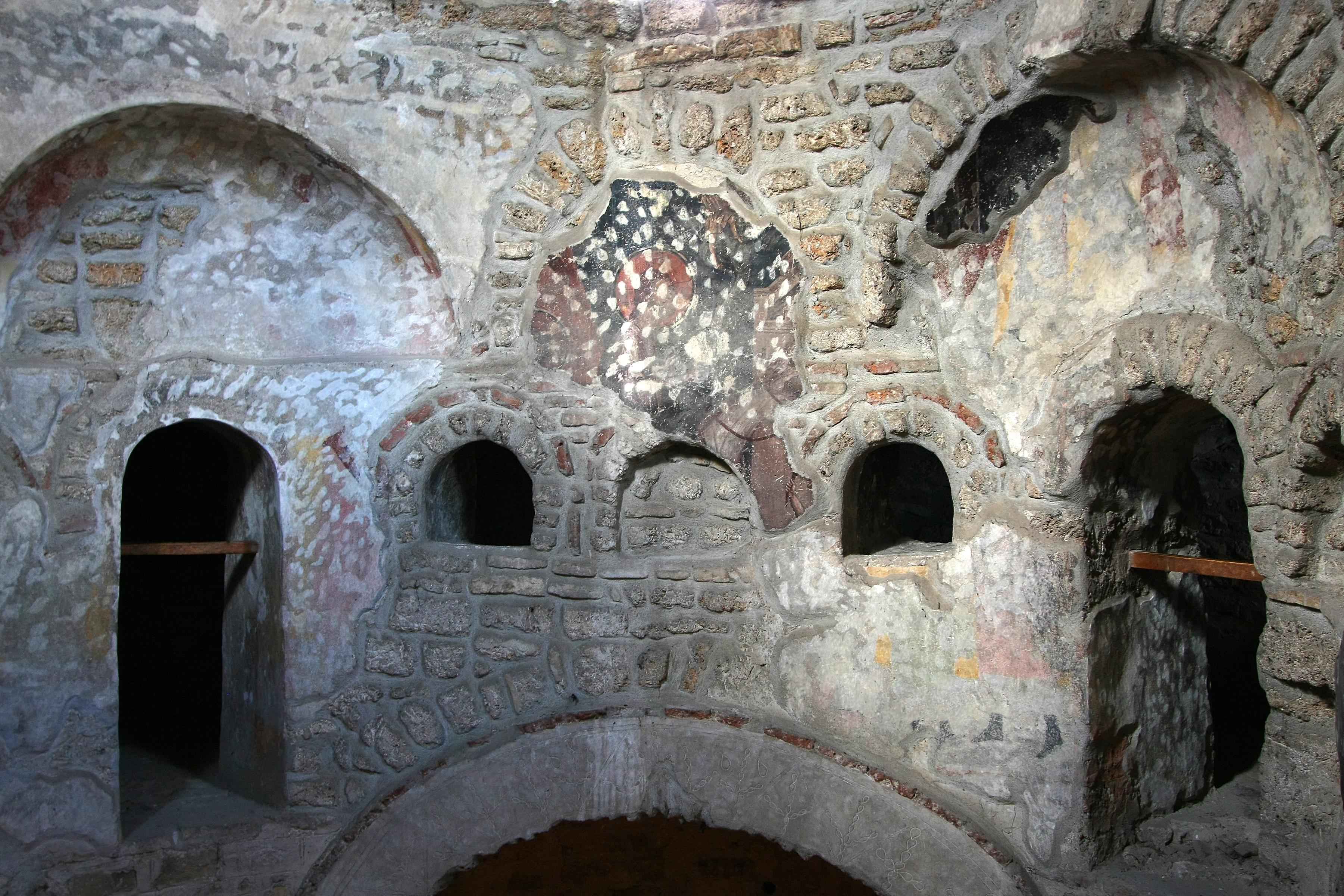
Wnętrze (2014)
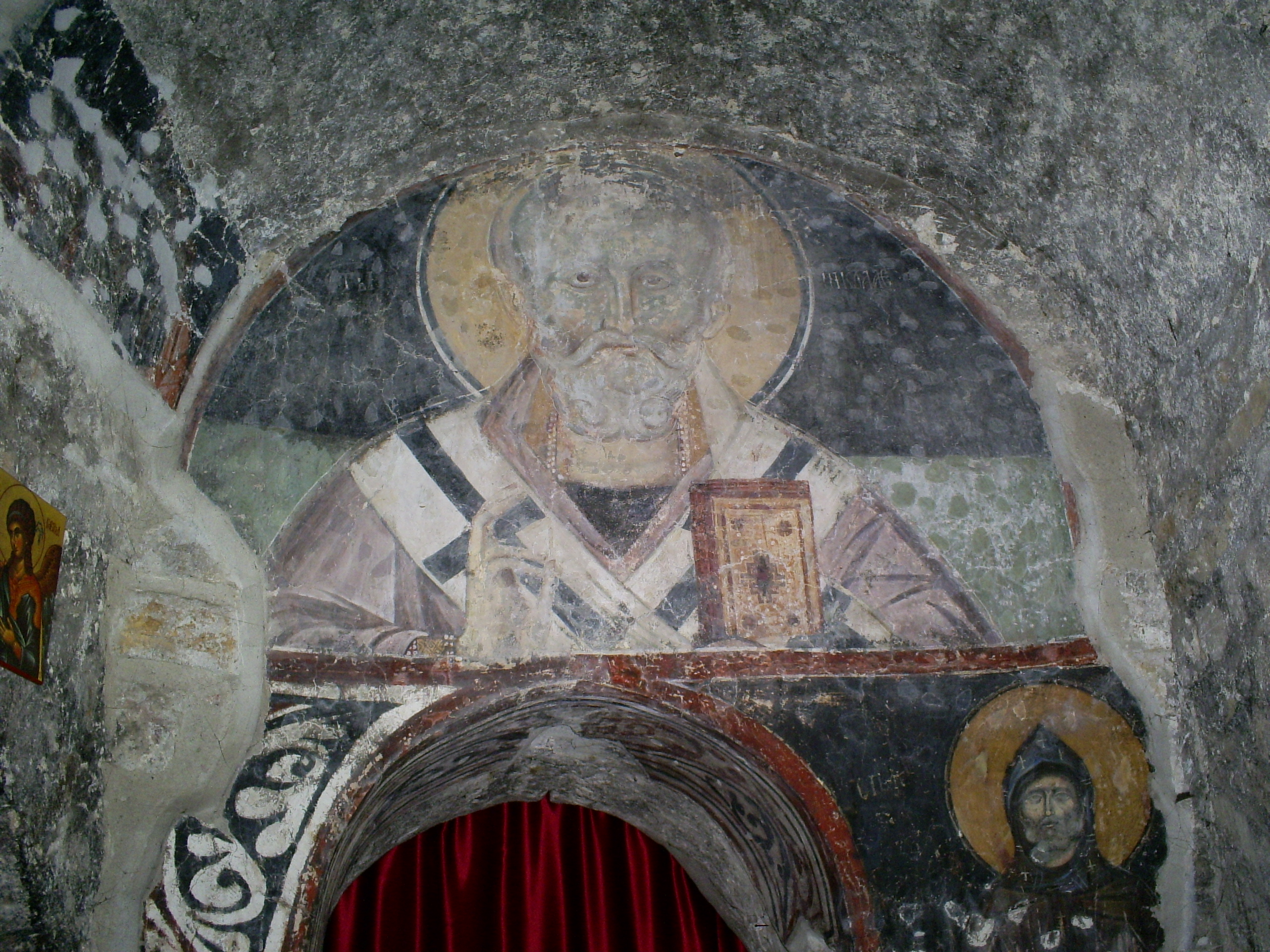
Malowidła (2007)